# Sátoraljaújhely (distrikt)
Sátoraljaújhely är ett distrikt i Ungern. Det ligger i provinsen Borsod-Abaúj-Zemplén, i den nordöstra delen av landet, 210 km nordost om huvudstaden Budapest.